# 合谷穴

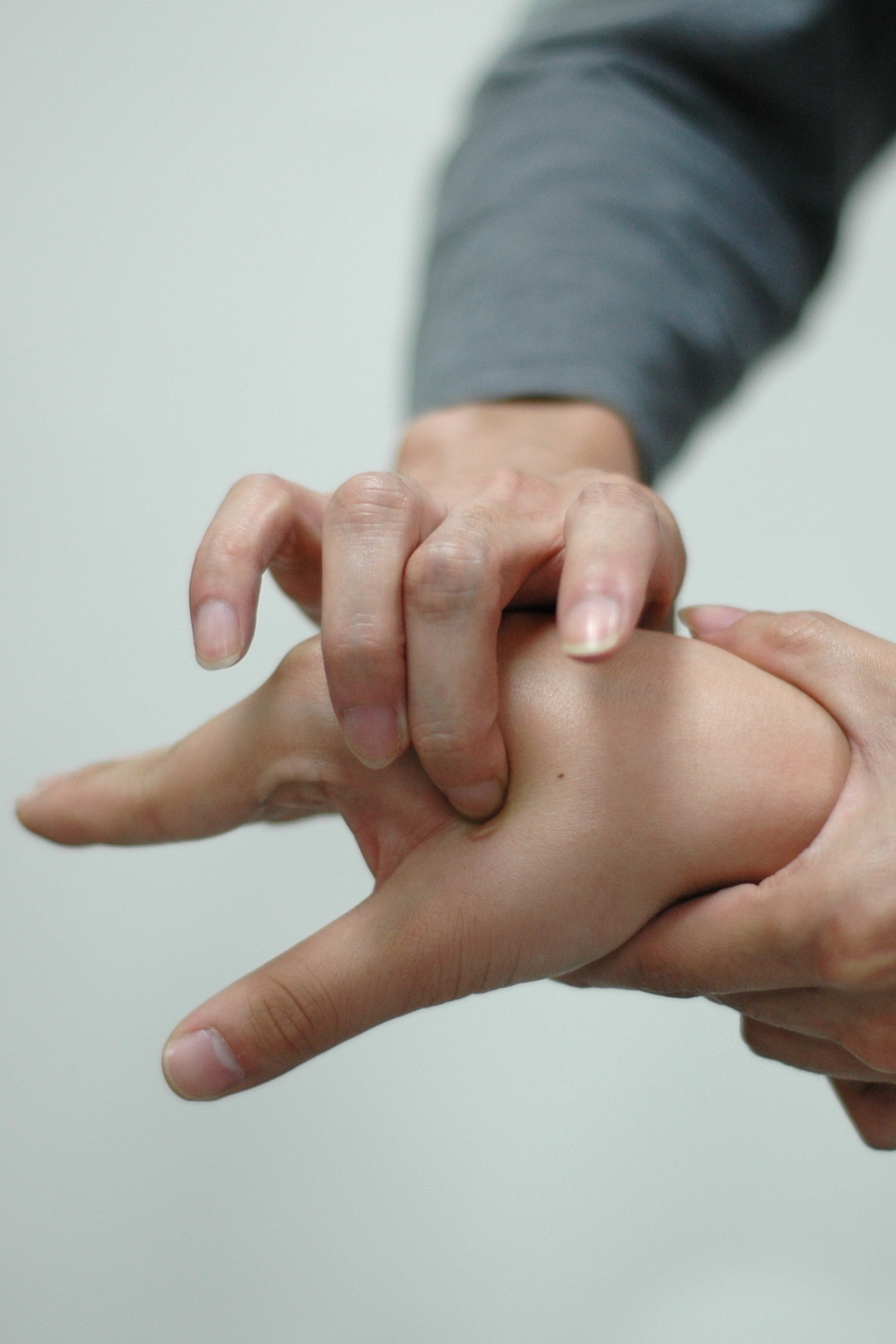
中指按壓處為合谷穴

合谷穴（LI 4）是手陽明大腸經的原穴，出自《靈樞·本輸》，又名虎口。“合”意即合攏，“谷”是山谷的意思。此穴在第一、二掌骨之間，兩骨相合，形狀如山谷的地方，所以名為合谷。又因位於手拇指虎口兩骨之間，所以又稱為虎口。

## 定位
位於手背，第一、二掌骨之間，約當第二掌骨橈側的中點處取穴。

## 取穴法
簡便取穴法：以一手的拇指指骨關節橫紋，放在另一手拇、食指之間的指蹼緣上，當拇指尖下是穴。
- 《針灸甲乙經》：在手大指次指歧骨間。
- 《針灸大成》：在手大指次指歧骨間陷中。

## 局部解剖
在第一、二掌骨之間，第一骨間背側肌中，深層有拇內收肌橫頭。有手背靜脈網。腧穴近側正當橈動脈從手背穿向手掌之處。布有橈神經淺支的掌背側神經，深部有正中神經的指掌側固有神經。

## 刺灸法
直刺0.5-0.8寸，可灸。
- 《針灸大成》：針三分, 留六呼, 灸三壯。合谷，婦人妊娠可瀉不可補，補即墮胎。

## 主治
功能：清熱解表，明目聰耳，鎮靜止痛
主治：
1. 本經脈所過部位的疾患：指孿，臂痛，半身不遂。
2. 外感疾患：熱病無汗，多汗，咳嗽。
3. 五官疾患：頭痛眩暈，目赤腫痛，鼻衂鼻淵，齒痛耳聾，痄腮，面腫，咽喉腫痛，咽喉痕痒，牙關緊閉，口眼歪斜，失喑。
4. 胃腸疾患：胃痛，腹痛，便秘，痢疾。
5. 皮膚疾患：疔瘡，瘾疹，疥瘡。
6. 婦科疾患：經閉，滯產。
7. 兒科疾患：小兒惊風。

- 《四總穴歌》：面口合谷收。
- 《醫宗金鑒》：破傷風、風痺、筋骨疼痛、諸般頭痛、水腫、難產及小兒惊風。